# 小行星3067
小行星3067（3067 Akhmatova）是一颗绕太阳运转的小行星，为主小行星带小行星。该小行星于1982年10月14日发现。
該小行星以蘇聯詩人安娜·阿赫瑪托娃命名。

## 轨道参数
小行星3067的轨道半长轴为2.2453169 UA，离心率为0.138。